# Giuseppe Giorgio Englert
Giuseppe Giorgio Englert (* 22. Juli 1927 in Fiesole bei Florenz, Italien; † 29. März 2007 in Paris; heimatberechtigt in Basel) war ein Schweizer Komponist elektronischer Musik.

## Leben
Englert wurde in Fiesole bei Florenz geboren und übersiedelte 1938 mit seinen Eltern in die Schweiz zurück. Er wuchs in Ascona und Einsiedeln auf. Nach dem Gymnasialbesuch nahm er 1945 am Zürcher Konservatorium bei Heinrich Funk ein Studium im Fach Orgel und bei Willy Burkhard im Fach Komposition auf.
Ab 1948 lebte er in Paris und setzte seine Studien im Fach Orgel bei André Marchal fort. Englert war seit 1955 Teilnehmer der Darmstädter Ferienkurse für neue Musik.
Von 1970 bis 1992 lehrte Englert an der Universität Paris VIII in Vincennes die Fächer Improvisation, Analyse, Komposition sowie Interpretation, Elektroakustik und musikalische Informatik. Er war seit 1974 Mitglied der dortigen Groupe Art et Informatique de Vincennes (GAIV). Sein musikalischer Nachlass befindet sich in der Musikabteilung der Zentralbibliothek Zürich.

## Werke
Englert nutzte für sein frühes kompositorisches Schaffen vorrangig elektronische Geräte der Elektroakustik und Tonbänder. Seit Mitte der 1970er Jahre verwendete er Synthesizer und Computer. Seit 1975 gab er Synthesizer-Live-Konzerte in Europa und Übersee.
- Maquillage für Frauenstimme und Elektronik, 2002